# 143
143（百四十三、ひゃくよんじゅうさん）は自然数、また整数において、142の次で144の前の数である。

## 性質
- 143は合成数であり、約数は 1, 11, 13 と 143 である。
  - 約数の和は168。
  - 素数を除いて σ(n) − n が平方数になる16番目の数である。1つ前は140、次は147。ただしσは約数関数。(オンライン整数列大辞典の数列 A048699)
  - 約数の個数が3連続(141,142,143)で同じになる4番目の3連続の中で最大の数である。1つ前は95、次は203。
- 143 = 11 × 13
  - 48番目の半素数である。1つ前は142、次は145。
    - 141, 142, 143 と3連続で半素数が続く最後の数である。1つ前は123、次は203。

  - 双子素数の積で表せる3番目の数である。1つ前は35、次は323。
  - 2つの連続する素数の積で表せる5番目の数である。1つ前は77、次は221。(オンライン整数列大辞典の数列 A006094)
- 1/143 = 0.006993… (下線部は循環節で長さは6)
  - 逆数が循環小数になる数で循環節が6になる26番目の数である。1つ前は140、次は154。
- 3連続素数の和で表せる14番目の数である。1つ前は131、次は159。
143 = 43 + 47 + 53
- 7連続素数の和で表せる5番目の数である。1つ前は119、次は169。
143 = 11 + 13 + 17 + 19 + 23 + 29 + 31
- 全ての自然数は143個以下の7乗数の和で表すことができる（ウェアリングの問題）
- 各位の和が8になる14番目の数である。1つ前は134、次は152。
- 143 = 122 − 1
  - n = 2 のときの 12n − 1 の値とみたとき1つ前は11、次は1727。(オンライン整数列大辞典の数列 A024140)
  - n = 12 のときの n2 − 1 の値とみたとき1つ前は120、次は168。(オンライン整数列大辞典の数列 A005563)
- 143 = 4 × 62 − 1
  - n = 6 のときの 4n2 − 1 の値とみたとき1つ前は99、次は195。(オンライン整数列大辞典の数列 A000466)
- 143 = 9 × 42 − 1
  - n = 4 のときの 9n2 − 1 の値とみたとき1つ前は80、次は224。(オンライン整数列大辞典の数列 A136016)
- 143 = 16 × 32 − 1
  - n = 3 のときの 16n2 − 1 の値とみたとき1つ前は63、次は255。(オンライン整数列大辞典の数列 A141759)
- 3桁以上の数で最大桁と最小桁で作る数で元の数を割り切れる11番目の数である。1つ前は140、次は150。(オンライン整数列大辞典の数列 A108343)
例．143 ÷ 13 = 11
  - 14…43 の形の数はすべて13の倍数である。(例．14…43 = 11…11 × 13)
- π(1000) − π(100) = 143 (ただしπ(x)は素数計数関数)
  - 3桁の素数は143個ある。1つ前の2桁は21、次の4桁は1061。(オンライン整数列大辞典の数列 A006879)

## その他143に関連すること
- 143 レコード
- 国鉄143系電車
- 西暦143年
- 英語のスラングで「I love you」のこと。アルファベットの数に由来。
- 第143代ローマ教皇はベネディクトゥス8世（在位：1012年5月18日～1024年4月9日）である。
- 日本プロ野球の1球団のレギュラーシーズン1シーズンの試合数は143試合である（2015年以降）。
- 143 × 10−2 = 1.43 は {\displaystyle {\sqrt[{\pi }]{\pi }}} の数字列である。(オンライン整数列大辞典の数列 A073238)